# Công quốc Carinthia
Công quốc Carinthia (tiếng Đức: Herzogtum Kärnten; tiếng Slovenia: Vojvodina Koroška) là một công quốc nằm ở miền Nam nước Áo và một phần phía Bắc của Slovenia. Nó được tách ra khỏi Công quốc Bayern vào năm 976, và là Nhà nước Đế chế đầu tiên được thành lập sau các Công quốc gốc Đức.
Carinthia vẫn là một Nhà nước trong Đế chế La Mã Thần thánh cho đến khi đế chế này giải thể vào năm 1806, mặc dù từ năm 1335, nó được cai trị bởi Quân chủ Habsburg của Đại công quốc Áo. Carinthia được xem là một bộ phận cấu thành của chế độ quân chủ Habsburg và sau này là Đế quốc Áo, nó vẫn là vùng đất thuộc vương miện Cisleithania của Đế quốc Áo-Hung cho đến năm 1918. Đến thời kỳ Toàn dân đầu phiếu Carinthia vào tháng 10 năm 1920, khu vực chính của công quốc đã hình thành nên bang Carinthia của Áo.